# Juhos Melinda
Juhos Melinda (Óbecse, 1969 –) Pro Cultura Intercisae és Tabányi Mihály-díjjal kitüntetett magyar harmonikaművész, -tanár és szolfézstanár.

## Életpályája
Ahol anyja, Juhos Anna szárnyai alatt kezdte el a zenei képzést, majd Gortva Piroska volt tanárnője szülővárosában a Petar Konjović Zeneiskolában. A középzenedét harmonika szakon az újvidéki Isidor Bajić Zeneiskolában fejezte be Milana Simin osztályában. Az említett iskolák tanulójaként számos díjat kapott a tartományi, a köztársasági, az országos és a nemzetközi versenyeken szólistaként és kamaraegyüttes-tagként is. Szolfézstanári és karmesteri kinevezését Budapesten a Liszt Ferenc Zeneművészeti Egyetemen szerzett, Ernyei László osztályában. 
Elismert európai pedagógusok és művészek mesterkurzusait hallgatta Pozsonyban, Rácz Tibor vezetésével. Zenepedagógusi munkáját 1988-ban kezdte harmonika tanárként a Becsei Petar Konjović Zeneiskolában. 1992-től Dunaújvárosban a Sándor Frigyes Zeneiskolában harmonikatanár. 1997-ben ugyanitt létrehozta a harmonikazenekart. Vezetése alatt számot díjat nyertek, több alkalommal kiérdemelték a Magyarország legjobb harmonikaegyüttese kitüntetést. Eredeti kortárs zenemű előadására különdíjat kaptak 2014-ben az Országos Zenekari Versenyen.

## Elismerései
Állandó zsűritag a körzeti és az országos harmonikaversenyeken Magyarországon, valamint 2014-ben és 2015-ben a Fantast fesztiválon zsűrizett. Magyarország őt küldte a Coupe Mondiale nevű világverseny nemzetközi zsűrijébe. Kórusvezetőként és korrepetitorként néhány éven keresztül részt vett a dunaújvárosi és környékbeli kórusok munkájában.